# Julie Bataille (animatrice)
Pour les articles homonymes, voir Bataille (homonymie).
Pour l'actrice Julie Bataille, voir Julie Bataille.
 (juillet 2011).
Si vous disposez d'ouvrages ou d'articles de référence ou si vous connaissez des sites web de qualité traitant du thème abordé ici, merci de compléter l'article en donnant les références utiles à sa vérifiabilité et en les liant à la section « Notes et références ».
Julie Bataille, née le 15 mars 1959, est une comédienne, imitatrice, chanteuse, animatrice de télévision et entraîneur vocale française, par ailleurs active dans le milieu du doublage.

## Biographie
À l'âge de 16 ans, Julie Bataille débute dans l'industrie du spectacle avec un premier disque, Pas besoin d'éducation sexuelle, qui sort au printemps 1975 sur le label de Claude Carrère, le producteur de Sheila. Carrère lance une chanteuse adolescente à laquelle les adolescents pourraient s'identifier.
Son premier 45 tours, Pas besoin d'éducation sexuelle, se vend très bien. Le deuxième, La petite minette, se vend correctement mais moins bien tandis que le troisième, Tu es la plus belle, a encore plus de mal à trouver son public.
La chanteuse quitte Claude Carrère en 1976 et sort un album au Japon chez RCA. En 1979, elle signe un contrat discographique chez Tréma où elle sort deux 45 tours, dont un en duo avec Paul (alias Michel Salinas), Retour aux années folles et un en solo, Bizarre.
En 1981, elle sort le 45 tours Moi je dis stop, adaptation française de Making your mind up de Bucks Fizz, titre gagnant de l'Eurovision cette année-là.
Entre 1981 et 1983, elle devient animatrice dans l'émission de Jacqueline Joubert, Récré A2, présentant les programmes jeunesse seule ou aux côtés notamment de Corbier ou Alain Chaufour.
Elle publie à la même époque trois 45 tours : La chanson de l'Orion, générique de la série Télétactica, Trois petits singes, adaptation de The clapping song de Pia Zadora et enfin la bande originale du dessin animé Les Malheurs de Heidi dont le duo Faire ami-ami avec Armand Mestral. Mais aucun de ses autres disques n'obtiendra le même succès que Pas besoin d'éducation sexuelle.
En même temps que sa participation à Récré A2, on la voit dans d'autres émissions durant les années 1980, telles que Si j'ai bonne mémoire, Dimanche Martin, Ainsi font, font, font avec Jacques Martin, mais aussi Les Jeux de 20 heures de Jacques Solness avec Jean-Pierre Descombes ou encore l'Académie des neuf avec Jean-Pierre Foucault.
Dans les années 1990, elle rejoint l'équipe des imitateurs de l'émission satirique Les Guignols de l'info pour assurer les voix de certaines personnalités féminines de l'émission. Elle double aussi des voix dans quelques films américains. Elle commence aussi à utiliser sa voix pour la publicité à la radio et à la télévision, notamment sur TF1 où elle est l’une des voix-off des bandes-annonces de la chaîne durant les années 90.
En 2005, elle interprète quelques chansons de la chanteuse Dalida dans le téléfilm éponyme réalisé par Joyce Bunuel.
Depuis 2012, et en raison de son passage chez Patrick Sébastien dans Les Années bonheur sur France 2, elle reprend les galas avec des imitations des chanteuses Céline Dion, Axelle Red, Jane Birkin, Vanessa Paradis, Anggun, Lio, Patricia Kaas, France Gall ou encore Maurane, mais aussi Muriel Robin.
Elle donne depuis quelque temps[Quand ?] des cours particuliers de chant et de voix off dans un studio professionnel.
Elle est également en 2012 la voix française du titre J'ai envie de toi d'Armin van Buuren.
À partir du mois d'octobre 2014, elle anime l'émission Melody est à vous sur la chaîne de télévision câblée Melody.

## Discographie

### Singles
- Pas besoin d'éducation sexuelle / Bonjour, bonjour (1975)
- La petite minette / Miss Lewiss (1975)
- Tu es la plus belle / Tendre (1976)
- Chantez, chantez Pinkish / Seule aux Champs Élysées (1976, Victor « La voix de son maître »)
- Pas besoin d'éducation sexuelle / J'aime quelqu'un d'heureux (1976, Victor « La voix de son maître »)
- Retour aux années folles / Qui pourrait t'aimer plus fort (1979, Tréma)
- Bizarre / À quoi servent les hommes (1979)
- Moi je dis stop / Sous mon parapluie (1981, Disc AZ)
- La chanson de l'Orion (1982), générique du dessin animé Télétactica (Polydor)
- 3 petits singes / Cours comme un escargot (1983, Pathé Marconi/EMI)
- Faire ami-ami / Un mot méchant / Tous les jours noël, bande originale du dessin animé Les malheurs de Heidi (1984, Pathé Marconi/EMI)

### Albums
- Pas Besoin (1976)
- Obliger (1978)
- Explique-moi (1981)
- Je serais moi (1984)
- Bataille tour (live) (1986)
- Comme tu le sais (1988)
- La mode (1990)
- Ma Force n'est pas un jouet (1993)
- Je pense à ma vie (1996)
- Tout,tout, le Tour (1998)
- Peoples (2001)
- Best Of (2005)
- M'a Fin (2007)

## Doublage
- Alice au Pays des Merveilles (CD-i) (1992) : Chansons
- Zelda : The Wand of Gamelon & Link : Faces of Evil (1993) : Zelda (voix)
- Allô maman, c'est Noël (1994)
- Les Guignols de l'info (1988-2018, en alternance avec Sandrine Alexi)[2] :
  - Isabelle Giordano (voix)
  - Ophélie Winter (voix)
  - Anne Sinclair (voix)
  - Christine Ockrent (voix)
  - Carla Bruni (voix)
  - personnages féminins anonymes (voix) et voix-off de sketches.

## Publication
- Julie Bataille, Y en a qu'une, c'est la brune ! (autobiographie), Éditions du net, 2019.